# Нариманово (Астраханская область)
Нариманово — село в Володарском районе Астраханской области России. Входит в состав Калининского сельсовета. Население 123 человека (2010), 99 % из них — казахи.

## История
На советской военной карте 1941 года село было обозначено как Наримановка.

## География
Нариманово расположено в юго-восточной части Астраханской области, в дельте реки Волги и находится на реке Карабузан.
Абсолютная высота 27 метров ниже уровня моря
.
Климат
Умеренный, резко континентальный, характеризуется высокими температурами летом и низкими — зимой, малым количеством осадков, а также большими годовыми и летними суточными амплитудами температуры воздуха.

## Население
| 2002 | 2010 |
| ---- | ---- |
| 147  | ↘123 |

Национальный и гендерный состав
По данным Всероссийской переписи, в 2010 году численность населения составляла 123 человека (66 мужчин и 57 женщин, 53,7 и 46,3 %% соответственно).
Согласно результатам переписи 2002 года, в национальной структуре населения казахи составляли 99 % от 149 жителей.

## Транспорт
Подъездная дорога к автодороге регионального значения Марфино — Калинино, идентификационный номер 12 ОП РЗ 12Н 035.